# Daridna subtangens
Daridna subtangens  (лат.) — род прыгающих насекомых из семейства цикадок (Cicadellidae) трибы Coelidiini. Единственный представитель рода Daridna.
Южная Америка. Длина 8-10 мм (самки крупнее). Скутеллюм крупный, его длина равна длине пронотума. Голова маленькая (передний край широко округлённый), отчётливо уже пронотума; лоб широкий и короткий. Глаза и оцеллии относительно крупные; глаза вытянуто-яйцевидные. Клипеус длинный и широкий. Эдеагус асимметричный, длинный. Сходен по габитусу с Nedangia, отличаясь деталями строения гениталий. Род включают в состав подсемейства Coelidiinae; ранее рассматривался в качестве синонима рода Coelidia.
Встречаются в Бразилии, Боливии, Венесуэле и Перу.